# Гутьеррес, Виктор Мануэль
Виктор Мануэль Гутьеррес Гарбин (исп. Víctor Manuel Gutiérrez Garbín; 10 января 1922 — 6 марта 1966) — гватемальский деятель рабочего движения и коммунистический политик, считавшийся важнейшим профсоюзным лидером периода Гватемальской революции 1944—1954 годов. Гутьеррес, школьный учитель по профессии, был тогда главой Всеобщей конфедерации трудящихся Гватемалы (ВКТГ / CGTG).

## Биография
Гутьеррес родился в департаменте Санта-Роса, в юности был набожным католиком, слыл тихим и мягким человеком. В 1943 году молодой Виктор Мануэль участвовал в подпольной группе, боровшейся против диктатуры Хорхе Убико. 
После свержения последнего 23-летний Гутьеррес выступил основателем национального профсоюза учителей в 1945 году. В 1951 году он был одним из организаторов прогрессивного профцентра — Всеобщей конфедерации трудящихся Гватемалы — и был избран его генеральным секретарём, занимая эту должность до 1954 года.
В 1949—1954 годах также был депутатом Национального конгресса. Гутьеррес, ранее один из лидеров более умеренно левой Партии революционного действия, был среди учредителей Коммунистической партии Гватемалы в 1949 году. В 1950 году он разошёлся с остальным руководством КПГ по вопросам социального состава ЦК партии и основал Революционную рабочую партию Гватемалы (PROG). 
Осенью 1951 года он отправился в Берлин на заседание Генерального совета Всемирной федерации профсоюзов (ВФП), а затем в Москву. Вернувшись из СССР в Гватемалу, Гутьеррес 2 февраля 1952 года распустил PROG и снова присоединился к КПГ. Второй съезд КПГ (который затем изменил её название на Гватемальскую партию труда, ГПТ), состоявшийся в том же году, избрал Гутьерреса в Центральный комитет партии.
Гутьеррес оставался членом ЦК ГПТ до своей смерти. После подавления Гватемальской революции, вызванного свержением президента Хакобо Арбенса в 1954 году, стал политическим эмигрантом. В изгнании продолжал играть важную роль в международном профсоюзном движении, так как уже был секретарём Конфедерации трудящихся Латинской Америки и членом Исполнительного комитета ВФП (в 1951—1963 годах).
Вернувшись на родину в 1963 году, был арестован и выслан из страны, но нелегально совершил ещё одно возвращение. 3 марта 1966 года он был вместе с другими лидерами ГПТ арестован в ходе совместной военно-полицейской операции, организованной с помощью агентов американской разведки. 6 марта его замучили до смерти, а его труп тайно похоронили в сельской местности.
Гутьеррес — автор популярных очерков по основам марксизма, политэкономии и социологии.